# Дэвис, Питер Грэффем
Питер Грэффем Дэвис (англ. Peter Graffam Davis; род. 3 мая 1936, Конкорд, штат Массачусетс) — американский музыкальный критик.
Вырос в Массачусетсе, окончил Гарвардский колледж (1958, бакалавр музыки), затем в течение года изучал композицию в Штутгартской Высшей школе музыки. Вернувшись в США, окончил Колумбийский университет (1962) со специализацией по композиции, ученик Джека Бизона и Отто Люнинга.
Выбрав карьеру критика, работал музыкальным редактором в журнале High Fidelity, сотрудничал также с поглощённым им изданием Musical America, некоторое время был американским музыкальным корреспондентом лондонской газеты The Times. В 1969—1981 годах музыкальный корреспондент газеты The New York Times. В 1981—2007 годах обозреватель академической музыки в журнале New York Magazine; покинул издание в связи с упразднением соответствующей должности.
Автор книги «Американский оперный певец» (англ. The American Opera Singer; 1997) — популярного рассказа о судьбах знаменитых американских классических певцов более чем за полтора столетия.